# 斯尔比察市镇
斯尔比察市镇（羅馬化：Opština Srbica），是科索沃米特羅維察區的一个市镇，行政中心为斯爾比察。市镇总面积为378平方公里，人口数量为50,858人（2011年）。